# And the Address
«And the Address» es una canción de la banda británica Deep Purple. Fue publicada como la canción de apertura de su primer álbum de estudio Shades of Deep Purple (1968).

## Antecedentes
«And the Address» es la primera canción compuesta por la banda. Fue coescrita por Ritchie Blackmore y Jon Lord antes de la formación del grupo, pero los dos sabían que pronto formarían una banda, ya que habían sido contratados por el músico Chris Curtis para comenzar algo. Esto se debió a que Curtis había conocido a Lord mientras buscaba algunos músicos de sesión. Lord pronto se enteró de un joven guitarrista llamado Ritchie Blackmore, aparentemente de un talento excepcional, del bajista Nick Simper, quien también se uniría a Deep Purple.

## Composición
La cooperación del dúo con Curtis no funcionó, ya que este último tendía a ser demasiado dirigente y supuestamente “a cargo”. Lord y Blackmore continuaron trabajando juntos, ya que disfrutaban tocar juntos. Pronto estuvieron a la caza de otros músicos para poder formar una banda. En diciembre de 1967, en la casa de Jon Lord en Londres, él y Blackmore discutieron juntos las posibilidades de un proyecto potencial. Fue en este momento que comenzaron a escribir algunas melodías: «And the Address», luego «Mandrake Root» (inicialmente otro instrumental al que eventualmente se le agregaría la letra).
La canción abre con una introducción de órgano “electrizante” y cuatro acordes de poder, seguida de un tema principal repetido dos veces. A esto le sigue el solo de guitarra, el tema principal, el solo de órgano y el tema principal para cerrar.

## Grabación
Después de que se completó la formación de la banda, comenzaron a grabar el álbum Shades of Deep Purple en mayo. «And the Address» fue la primera canción que se grabó, el 11 de mayo de 1968 en los estudios Pye, en Londres, Inglaterra. Después del lanzamiento del álbum, la canción se tocó en muchos espectáculos en vivo y se tocaría hasta el lanzamiento de The Book of Taliesyn, más tarde en 1968. Este álbum más nuevo incluía otro instrumental, «Wring That Neck», también llamado «Hard Road» en los Estados Unidos. Este instrumental resultaría más popular que «And the Address» y, por lo tanto, se abandonó a favor del recién llegado en los shows en vivo. «Wring That Neck» se ha mantenido en las listas de canciones de Deep Purple incluso hasta el día de hoy. «And the Address» casi nunca se ha tocado en concierto después de 1968, pero sus primeros cuatro acordes de poder servirían más tarde como una introducción a la canción «Speed King» cuando se tocaba en vivo.